# دييغو مارادونا
دييغو أرماندو مارادونا (تلفظ بالإسبانية: ‎/ˈdjeɣo maɾaˈðona/‏؛ 30 أكتوبر 1960 – 25 نوفمبر 2020) كان لاعب ومدرب كرة قدم أرجنتيني سابق. يُعتبر على نطاق واسع أحد أعظم اللاعبين في التاريخ، وكان أحد الفائزين بالمناصفة بجائزة لاعب القرن العشرين من الفيفا. تم الجمع بين رؤية مارادونا وتمريراته ومهاراته في التحكم بالكرة والمراوغة مع قصر قامته 1.65 متر (5 قدم 5 بوصة)، مما يسمح له بالمناورة بشكل أفضل من معظم لاعبي كرة القدم الآخرين؛ غالبًا ما كان يتخطى عدة لاعبين من الخصم أثناء الجري. كان لوجوده وقيادته في الميدان تأثير كبير على الأداء العام لفريقه، في حين أنه غالبًا ما كان يتم تمييزه من قبل الخصوم. بالإضافة إلى قدراته الإبداعية، كان يمتلك حس تهديفي وكان معروفًا بأنه متخصص في الركلات الحرة. كان مارادونا موهوبًا منذ الصغر، وقد حصل على لقب «El Pibe de Oro» («الطفل الذهبي»)، وهو الاسم الذي ظل ملازمه طوال مسيرته المهنية.
لعب كصانع ألعاب متقدم في المركز الكلاسيكي لصاحب الرقم 10، وهو أول لاعب في تاريخ كرة القدم يحطم الرقم القياسي العالمي لرسوم الانتقال مرتين، الأولى عندما انتقل إلى برشلونة مقابل رسوم انتقال قياسية آنذاك بلغت 5 ملايين جنيه إسترليني، والثاني عندما انتقل إلى نابولي مقابل رسوم انتقال قياسية أخرى بلغت 6.9 مليون جنيه إسترليني. لعب مع أرجنتينوس جونيورز وبوكا جونيورز وبرشلونة ونابولي وإشبيلية ونيولز أولد بويز خلال مسيرته مع الأندية، واشتهر بفترته في نابولي وبرشلونة حيث حصل على العديد من الألقاب.
في مسيرته الدولية مع الأرجنتين، خاض 91 مباراة دولية وسجل 34 هدفًا. لعب مارادونا في أربع بطولات في كأس العالم، بما في ذلك كأس العالم 1986 في المكسيك حيث كان قائداً للأرجنتين وقادهم للفوز على ألمانيا الغربية في النهائي، وفاز بالكرة الذهبية كأفضل لاعب في البطولة. في ربع نهائي كأس العالم 1986، سجل كلا هدفي الفوز 2–1 على إنجلترا اللذان دخلا تاريخ كرة القدم لسببين مختلفين. الهدف الأول سجله باستخدام يده دون أن ينتبه الحكم، ويعرف بـ«يد الرب»، بينما سجل هدفه الثاني بعد جري 60 م (66 يارد) ومراوغته لخمسة لاعبين من إنجلترا، وتم التصويت على هذا الهدف ليكون «هدف القرن» من قبل المصوتين على موقع FIFA.com في عام 2002.
أصبح مارادونا مدربًا للمنتخب الأرجنتيني في نوفمبر 2008. وكان مسؤولاً عن الفريق في مونديال 2010 في جنوب إفريقيا قبل أن يغادر بعد نهاية البطولة. ثم درب نادي الوصل الذي فاز في الدوري الإماراتي للمحترفين 2011–12. في عام 2017، أصبح مارادونا مدربًا للفجيرة قبل مغادرته في نهاية الموسم. في مايو 2018، تم إعلان مارادونا كرئيس جديد لنادي دينامو برست البيلاروسي. وصل إلى بريست وتم تقديمه من قبل النادي لبدء مهامه في يوليو. من سبتمبر 2018 إلى يونيو 2019، كان مارادونا مدربًا لنادي دورادوس المكسيكي. وكان مدربًا لنادي جيمناسيا لابلاتا من عام 2019 حتى وفاته في عام 2020.

## النشأة

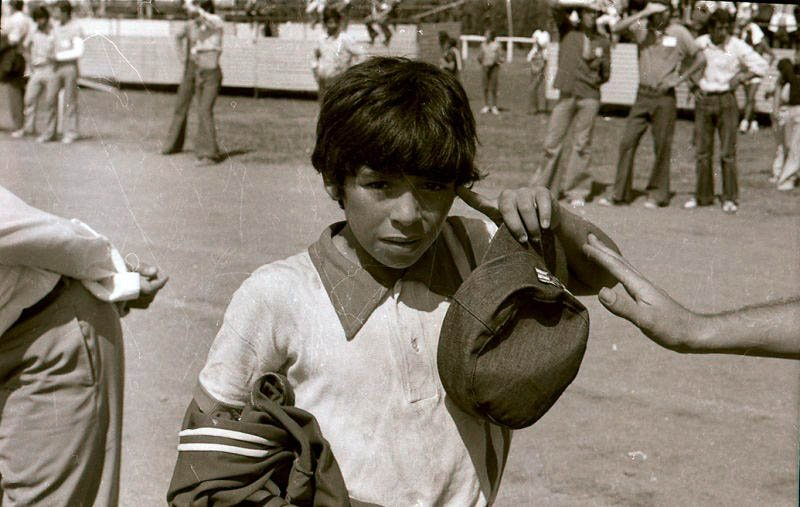
مارادونا يلعب في بطولة إيفيتا في عام 1973 (حدث رياضي وطني في الأرجنتين) مع «سيبوليتاس»

ولد دييغو أرماندو مارادونا في 30 أكتوبر 1960، في مستشفى بوليكلينيكو (العيادة الشاملة) إيفيتا في لانوس، مقاطعة بوينس آيرس، لعائلة فقيرة انتقلت من محافظة كوريينتس؛ نشأ في فيلا فيوريتو، أحد الأحياء الفقيرة في الضواحي الجنوبية لبوينس آيرس، الأرجنتين. كان الابن الأول بعد أربع بنات. لديه شقيقان أصغر منه، هوغو (إل توركو) وراؤول (لالو)، وكلاهما كان أيضًا لاعبين محترفين في كرة القدم. والداه هما دييغو مارادونا «شيتورو» (1927–2015) ودالما سلفادورا فرانكو «دونيا توتا» (1930–2011). وُلدا ونشأ كلاهما في مدينة إسكينا في المقاطعة الشمالية الشرقية من محافظة كورينتس، ويعيشان على بعد مائتي متر فقط من بعضهما البعض على ضفاف نهر كوريينتي. في عام 1950، غادروا اسكينا واستقروا في بوينس آيرس. حصل على أول كرة قدم كهدية في سن الثالثة وسرعان ما أصبح مكرسًا وقته للعبة. في الثامنة من عمره، شوهد مارادونا من قبل كشاف المواهب بينما كان يلعب في نادي الحي إستريلا روجا. أصبح لاعبًا أساسيًا في فريق لوس سيبوليتاس (البصل الصغير)، وهو فريق الناشئين في أرجنتينوس جونيورز في بوينس آيرس. كصبي كرة يبلغ من العمر 12 عامًا، كان يسلي المتفرجين بإظهار سحره بالكرة خلال فترات الاستراحة بين الشوطين من مباريات الدرجة الأولى. اختار صانع الألعاب البرازيلي ريفيلينو وجورج بست جناح مانشستر يونايتد من بين مصادر إلهامه التي نشأ عليها.

## مسيرته الكروية

### أرجنتينيوس جونيورز، وبوكا جونيورز

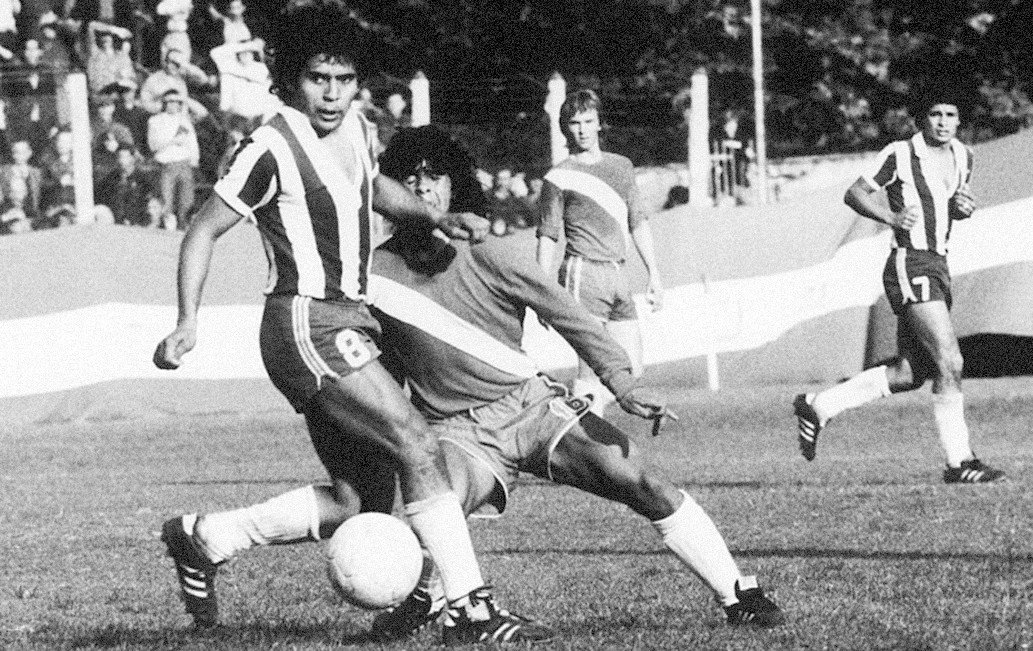
الكوبري الأكثر شهرة لمارادونا، في أول مباراة شارك فيها بالدوري الأرجنتيني، أكتوبر 1976

في 20 أكتوبر 1976، شارك مارادونا بشكل احترافي لأول مرة مع أرجنتينوس جونيورز، قبل 10 أيام من عيد ميلاده السادس عشر، ضد تاليريس كوردوبا. دخل إلى الملعب مرتديًا القميص رقم 16، وأصبح أصغر لاعب في تاريخ دوري الدرجة الأولى الأرجنتيني. بعد دقائق قليلة من مشاركته لأول مرة، ركل مارادونا الكرة من بين ساقي خوان دومينغو كابريرا، مما جعله كوبري أسطوري. بعد المباراة، قال مارادونا، «في ذلك اليوم شعرت أنني قد حملت السماء بين يدي». بعد ثلاثين عامًا، قال كابريرا عن أول مشاركه لمارادونا: «كنت في الجانب الأيمن من الملعب وذهبت للضغط عليه، لكنه لم يمنحني فرصة. وضع الكرة بين قدمي وعندما استدرت، كان بعيدًا عني». سجل مارادونا هدفه الأول في الدوري الأرجنتيني ضد سان لورينزو في 14 نوفمبر 1976، بعد أسبوعين من بلوغه 16 عامًا.
قضى مارادونا خمس سنوات في أرجنتينوس جونيورز، من 1976 إلى 1981، وسجل 115 هدفًا في 167 مباراة قبل انتقاله إلى بوكا جونيورز بقيمة 4 ملايين دولار أمريكي. تلقى مارادونا عروضًا للانضمام إلى أندية أخرى، بما في ذلك ريفر بليت الذي عرض عليه أن يجعله أعلى لاعب في النادي من حيث الأجر. ومع ذلك، أعرب مارادونا عن رغبته في الانتقال إلى بوكا جونيورز، الفريق الذي لطالما أراد اللعب معه.
وقع مارادونا عقدًا مع بوكا جونيورز في 20 فبراير 1981. شارك لأول مرة بعد يومين ضد تاليريس كوردوبا، وسجل ثنائية في فوز النادي 4–1. في 10 أبريل، لعب مارادونا أول مباراة له في السوبر كلاسيكو ضد ريفر بليت على ملعب لا بومبونيرا. انتصر بوكا على ريفر 3–0 وسجل مارادونا هدفاً بعد مراوغة ألبرتو تارانتيني. على الرغم من العلاقة غير الموثوقة بين مارادونا ومدرب بوكا جونيورز، سيلفيو مارزالوني، حقق بوكا موسمًا ناجحًا، وفاز بلقب الدوري بعد أن حصل على نقطة ضد راسينغ. كان هذا هو اللقب الوحيد الذي فاز به مارادونا في الدوري الأرجنتيني المحلي.

### برشلونة
بعد نهائيات كأس العالم 1982، في يونيو، تم نقل مارادونا إلى برشلونة في إسبانيا مقابل رسوم انتقال قياسية آنذاك بلغت 5 ملايين جنيه إسترليني (7.6 مليون دولار). في عام 1983، وتحت قيادة المدرب سيزار لويس مينوتي فاز برشلونة كأس الملك بفوزه على ريال مدريد، وفاز بكأس السوبر الإسبانية بفوزه على أتلتيك بلباو. في 26 يونيو 1983، فاز برشلونة على ريال مدريد في واحدة من أكبر مباريات الأندية في العالم، الكلاسيكو، وهي مباراة سجل فيها مارادونا وأصبح أول لاعب في برشلونة يتلقى التصفيق من قبل مشجعي ريال مدريد. راوغ مارادونا في مرمى حارس مدريد أغوستين، وعندما اقترب من المرمى الخالي، توقف لينزلق خوان خوسيه مدافع ريال مدريد في محاولة يائسة لصد التسديدة وانتهى به المطاف ليرتطم بالقائم، قبل أن يسدد مارادونا الكرة في الشباك. طريقة الهدف أدت إلى بدء كثيرين داخل الملعب في التصفيق؛ فقط رونالدينيو (في نوفمبر 2005) وأندريس إنييستا (في نوفمبر 2015) حظيا بتلك الحفاوة من مشجعي مدريد في سانتياغو برنابيو وهم يمثلون برشلونة.

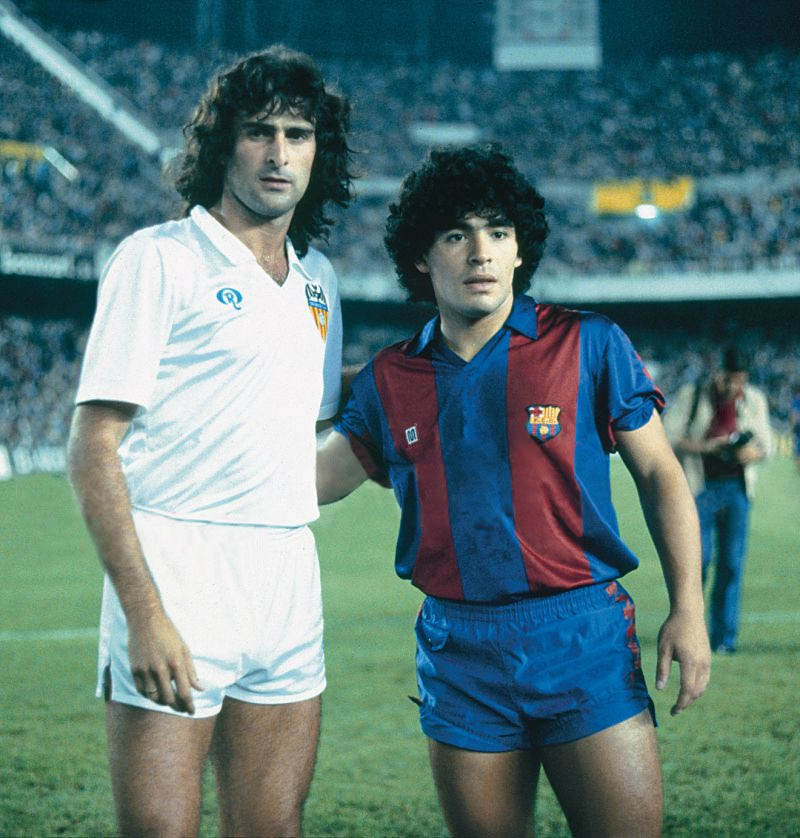
مارادونا مع مواطنه ماريو كيمبس قبل مباراة برشلونة ضد فالنسيا.

بسبب المرض والإصابة وكذلك الأحداث المثيرة للجدل في الملعب، قضى مارادونا فترة صعبة في برشلونة. في البداية نوبة من التهاب الكبد، ثم كسر في الكاحل في مباراة بالدوري الإسباني في كامب نو في سبتمبر 1983 بسبب تدخل في توقيت غير مناسب من قبل أندوني غويكيوتكسيا لاعب أتلتيك بيلباو، مما عرض مسيرة مارادونا المهنية للخطر، ولكن مع العلاج، عاد إلى أرض الملعب بعد فترة تعافي دامت ثلاثة أشهر.
تضمنت نهاية موسم 1983–84 مشاجرة عنيفة وفوضوية شارك فيها مارادونا بشكل مباشر في نهائي كأس ملك إسبانيا 1984 على ملعب سانتياغو برنابيو في مدريد ضد أتلتيك بلباو. بعد تلقيه تدخلًا قاسيًا آخر من غويكيوتكسيا مما أدى إلى إصابة ساقه، وتعرضه للسخرية من الأجانب، وإهانات عنصرية تتعلق بأصول والده من الأمريكيين الأصليين طوال المباراة من قبل مشجعي بلباو، وتعرضه لاستفزازات من ميغيل سولا لاعب بلباو حيث خسر برشلونة 1–0.
جرى الشجار الجماعي أمام الملك الإسباني خوان كارلوس وجمهور مكون من 100.000 متفرج داخل الملعب، وأكثر من نصف إسبانيا يشاهدونه على شاشات التلفزيون. بعد أن بدأ المشجعون في إلقاء أجسام صلبة في الملعب على اللاعبين والمدربين وحتى المصورين، أصيب 60 شخصًا بجروح، وتسببت هذه الحادثة فعليًا بانتقال مارادونا إلى خارج النادي، وكنت هذه هي آخر مباراة له بقميص برشلونة. صرح أحد المديرين التنفيذيين في برشلونة، «عندما رأيت تلك المشاهد لمارادونا وهو يتعارك والفوضى التي أعقبت ذلك، أدركت أنه لا يمكننا المضي قدمًا معه.» خلال موسمين من الإصابة في برشلونة، سجل مارادونا 38 هدفًا في 58 مباراة. انتقل مارادونا إلى نابولي في الدوري الإيطالي مقابل رسوم انتقال قياسية آخرى بلغت 6.9 مليون جنيه إسترليني (10.48 مليون دولار).

### نابولي

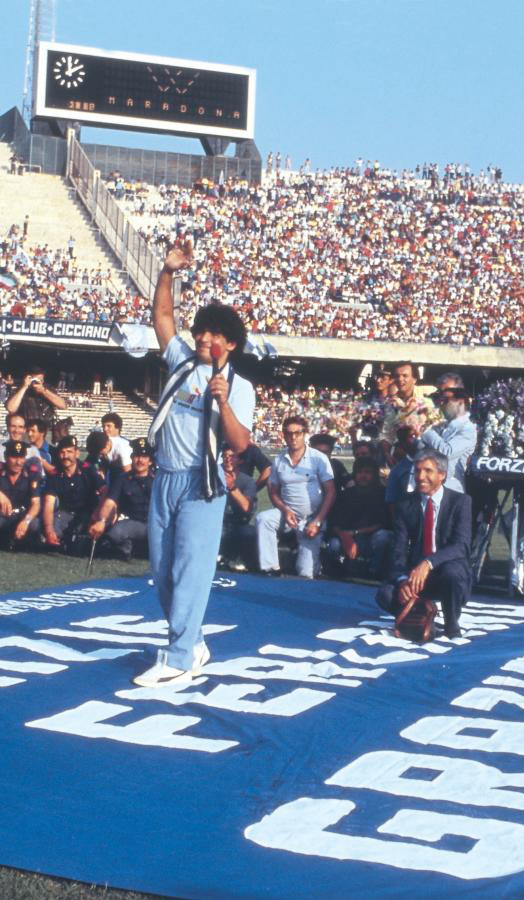
مارادونا يحيي الجماهير على ملعب سان باولو في نابولي أثناء تقديمه في 5 يوليو 1984

وصل مارادونا إلى نابولي وتم تقديمه لوسائل الإعلام العالمية كلاعب لنابولي في 5 يوليو 1984، حيث رحب به 75،000 مشجع في عرضه التقديمي على ملعب سان باولو. وعلق الكاتب الرياضي ديفيد جولدبلات قائلاً: «إنهم [المشجعون] مقتنعون بأن المنقذ قد وصل». ذكرت صحيفة محلية أنه على الرغم من عدم وجود «رئيس بلدية، منازل، مدارس، حافلات، وظائف وصرف صحي، لا شيء من هذا مهم لأن لدينا مارادونا». قبل وصول مارادونا، سيطرت على كرة القدم الإيطالية فرق من شمال ووسط البلاد، مثل ميلان ويوفنتوس وإنتر ميلان وروما، ولم يفز أي فريق من جنوب شبه الجزيرة الإيطالية بلقب الدوري.
في نابولي، وصل مارادونا إلى ذروة مسيرته الاحترافية: سرعان ما ورث شارة القيادة من مدافع نابولي المخضرم جوزيبي بروسكولوتي وسرعان ما أصبح نجمًا محبوبًا بين جماهير النادي؛ في وقته هناك ارتقى بالفريق إلى أنجح حقبة في تاريخه. لعب مارادونا مع نابولي في فترة كانت التوترات بين الشمال والجنوب في إيطاليا في ذروتها بسبب مجموعة متنوعة من القضايا، لا سيما الاختلافات الاقتصادية. بقيادة مارادونا، فاز نابولي بأول بطولة إيطالية على الإطلاق في دوري الدرجة الأولى الإيطالي في 1986–87. كتب جولدبلات، «كانت الاحتفالات صاخبة. اندلعت سلسلة من الاحتفالات المرتجلة في الشوارع بشكل معدي في جميع أنحاء المدينة في كرنفال على مدار الساعة استمر لأكثر من أسبوع. انقلب العالم رأساً على عقب. أقام النابوليتانيون جنازات وهمية ليوفنتوس وميلان، وأحرقوا توابيتهم، وأعلنوا أن تاريخ وفاتهم في مايو 1987، وأن إيطاليا الأخرى قد هُزمت،،ولدت إمبراطورية جديدة.» تم رسم الجداريات لمارادونا على المباني القديمة بالمدينة، وتم تسمية الأطفال حديثي الولادة على اسمه. في الموسم التالي، أطلق على الثلاثي الهجومي للفريق، والذي كان يتكون من مارادونا وبرونو جيوردانو وكاريكا، لاحقًا لقب «Ma–Gi–Ca» (السحري).
فاز نابولي بلقب الدوري الثاني في موسم 1989–90، واحتل المركز الثاني في الدوري مرتين، في موسمي 1987–88 و1988–89. ومن بين الألقاب الأخرى خلال حقبة مارادونا في نابولي كأس إيطاليا 1987 (بالإضافة إلى المركز الثاني في كأس إيطاليا 1989)، و كأس الاتحاد الأوروبي 1989، وكأس السوبر الإيطالي 1990. خلال نهائي كأس الاتحاد الأوروبي 1989 ضد شتوتغارت، سجل مارادونا من ركلة جزاء في مباراة الفوز 2–1 على أرضه من مباراة الذهاب، وصنع هدف الفوز لاحقًا الذي سجله كاريكا، بينما في الإياب يوم 17 مايو – انتهت بالتعادل 3–3 خارج الأرض –، صنع هدف تشيرو فيرارا برأسه. على الرغم من لعبه بدور إبداعي في المقام الأول كلاعب خط وسط مهاجم، إلا أن مارادونا كان هداف الدوري الإيطالي 1987–88 برصيد 15 هدفًا، وكان هداف نابولي التاريخي، برصيد 115 هدفًا، حتى كُسر رقمه القياسي عن طريق ماريك هامشيك في عام 2017. عندما سُئل مدافع ميلان فرانكو باريزي من كان أصعب لاعب واجهه على الإطلاق، قال مارادونا، وجهة نظره هذه شاركها زميله في فريق ميلان باولو مالديني، الذي رأى مارادونا ورونالدو البرازيلي أفضل اللاعبين الذين واجههم على الإطلاق، وذكر في عام 2008، «أفضل من لعبت ضده هو مارادونا.»
على الرغم من أن مارادونا كان ناجحًا في الملعب خلال فترة وجوده في إيطاليا، إلا أن مشاكله الشخصية زادت. استمر تعاطيه للكوكايين، وتلقى غرامة قدرها 70 ألف دولار أمريكي من ناديه بسبب غيابه عن المباريات والتدريبات، بسبب زعمه أنه مُجهد. واجه هناك فضيحة تتعلق بابنه غير الشرعي، وكان أيضًا موضع شك بشأن صداقته المزعومة مع مافيا كامورا. لاحقًا، وتكريماً لمارادونا وإنجازاته خلال مسيرته في نابولي، تم تعليق القميص رقم 10 لنابولي رسميًا.

### إشبيلية، ونيويلز أولد بويز، وبوكا جونيورز
بعد أن قضى فترة إيقاف لمدة 15 شهرًا لفشله في اختبار المخدرات للكوكايين، غادر مارادونا نابولي في عام 1992. على الرغم من اهتمام ريال مدريد ومرسيليا، وقع مع إشبيلية، حيث مكث لمدة عام واحد. في عام 1993، لعب مع نيولز أولد بويز وفي عام 1995 عاد إلى بوكا جونيورز لمدة عامين. كما شارك مارادونا مع توتنهام هوتسبير في مباراة اعتزال أوزفالدو أرديليس ضد إنتر ميلان، قبل كأس العالم 1986 بقليل. تم لعب مباراة اعتزال لمارادونا في نوفمبر 2001، لعبت بين نجوم العالم والمنتخب الأرجنتيني.

## مسيرته الدولية

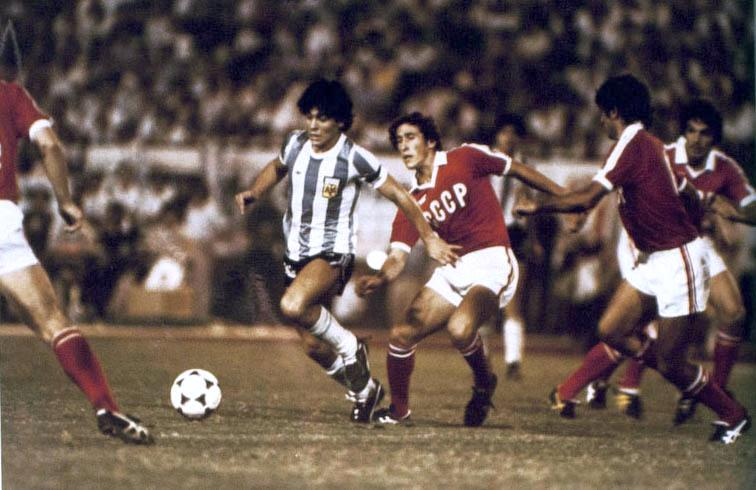
مارادونا على الكرة أمام الاتحاد السوفيتي في نهائي بطولة العالم للشباب 1979

خلال الفترة التي قضاها مع منتخب الأرجنتين، سجل مارادونا 34 هدفًا في 91 مباراة. شارك لأول مرة دوليًا في سن 16، ضد المجر، في 27 فبراير 1977. تم استبعاد مارادونا من تشكيلة الأرجنتين لكأس العالم 1978 على أرضه من قبل المدرب سيزار لويس مينوتي الذي شعر أنه كان صغيرًا جدًا في سن 17 عامًا. في سن 18، لعب مارادونا بطولة كأس العالم للشباب 1979 في اليابان وبرز كنجم البطولة، متألقًا في فوز الأرجنتين في النهائي 3–1 على الاتحاد السوفيتي، وسجل ما مجموعه ستة أهداف في ست مباريات في البطولة. في 2 يونيو 1979، سجل مارادونا هدفه الدولي الأول في الفوز 3–1 على اسكتلندا على ملعب هامبدن بارك. ذهب للعب مع الأرجنتين في مباراتين في كوبا أمريكا 1979 خلال أغسطس 1979، وخسر 2–1 ضد البرازيل وفاز 3–0 على بوليفيا حيث سجل الهدف الثالث لفريقه.
وفي حديثه بعد ثلاثين عامًا عن تأثير أداء مارادونا في عام 1979، صرح رئيس الفيفا جوزيف بلاتر قائلاً: «لكل شخص رأي في دييغو أرماندو مارادونا، وكان هذا هو الحال منذ أيام لعبه. أكثر ما اتذكره هو هذا الطفل الموهوب بشكل لا يصدق في كأس العالم تحت 20 سنة الثانية في اليابان عام 1979. لقد ترك الجميع يفتحون أفواههم في كل مرة يلعب فيها.» مارادونا ومواطنه ليونيل ميسي هما اللاعبان الوحيدان اللذان فازا بالكرة الذهبية في كل من بطولة كأس العالم تحت 20 سنة وكأس العالم. فعل مارادونا ذلك في 1979 و1986، وهو ما فعله ميسي في 2005 و2014.

### كأس العالم 1982
لعب مارادونا أول بطولة لكأس العالم في عام 1982 في بلده الجديد الذي يقيم فيه، إسبانيا. لعبت الأرجنتين مع بلجيكا في المباراة الافتتاحية لكأس 1982 على ملعب كامب نو في برشلونة. كانت الجماهير الكتالونية متحمسة لرؤية اللاعب العالمي الجديد مارادونا وهو يلعب، لكنه لم يحقق التوقعات، حيث خسرت الأرجنتين، حاملة اللقب، 1–0. على الرغم من فوز الفريق بشكل مقنع على كل من المجر والسلفادور في لقنت ليتأهل إلى الدور الثاني، كانت هناك توترات داخلية داخل الفريق، حيث كان اللاعبون الأصغر سنًا والأقل خبرة على خلاف مع اللاعبين الأكبر سنًا والأكثر خبرة. في فريق يضم أيضًا لاعبين مثل ماريو كيمبس وأوزفالدو أرديليس ورامون دياز ودانييل بيرتوني وألبرتو تارانتيني وأوبالدو فيلول ودانييل باساريلا، خسر الفريق الأرجنتيني في الجولة الثانية أمام البرازيل وإيطاليا التي فازت باللقب في نهاية المطاف. اشتهرت المباراة ضد إيطاليا بأن مارادونا كان مُراقب بقوة من قبل كلاوديو جينتيلي، حيث فازت إيطاليا على الأرجنتين على ملعب ساريا في برشلونة، 2–1.

### كأس العالم 1986

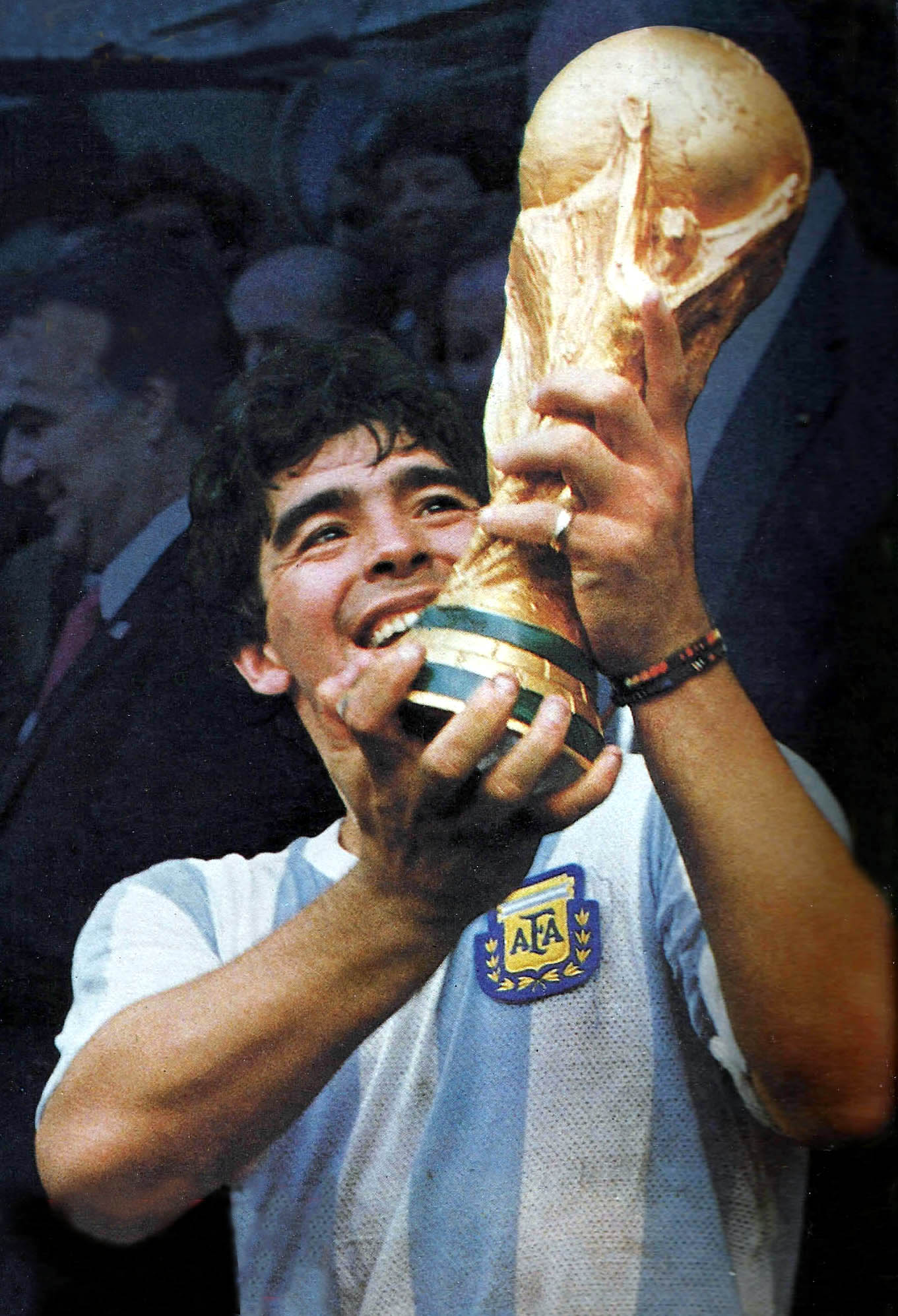
مارادونا يحمل كأس بطولة كأس العالم 1986

مارادونا المنتخب الأرجنتيني للفوز بكأس العالم 1986 في المكسيك، وفاز بالمباراة النهائية في مدينة مكسيكو ضد ألمانيا الغربية. طوال البطولة، أكد مارادونا هيمنته وكان اللاعب الأكثر ديناميكية في البطولة. لعب كل دقيقة من كل مباراة للأرجنتين، وسجل خمسة أهداف وصنع خمسة أخرى، ثلاثة منها في المباراة الافتتاحية ضد كوريا الجنوبية على الملعب الأولمبي الجامعي في مكسيكو سيتي. سجل هدفه الأول في البطولة ضد إيطاليا في مباراة المجموعة الثانية في بويبلا. أطاحت الأرجنتين بالأوروغواي في دور خروج المغلوب الأول في بويبلا، وأُقيمت مباراة ضد إنجلترا على ملعب أزتيكا، أيضًا في مكسيكو سيتي. بعد تسجيله ثنائية في فوز ربع النهائي 2–1 ضد إنجلترا، تعززت أسطورته. عظمة هدفه الثاني وسمعته السيئة أدت إلى وصف صحيفة ليكيب الفرنسية مارادونا بأنه «نصف ملاك ونصف شيطان». لعبت هذه المباراة على خلفية حرب الفوكلاند بين الأرجنتين والمملكة المتحدة. أظهرت الإعادة أن الهدف الأول سجله بيده. وصف مارادونا الهدف بأنه «قليلاً برأس مارادونا والقليل بيد الرب». ولذلك أصبح الهدف يُعرف باسم «يد الرب». في النهاية، في 22 أغسطس 2005، اعترف مارادونا في برنامجه التلفزيوني أنه سدد الكرة بيده عن قصد، ولم تلمس رأسه، وأنه علم على الفور أن الهدف كان غير شرعي. وأثار الهدف حفيظة لاعبي إنجلترا.

هدف مارادونا الثاني، بعد أربع دقائق فقط من الهدف المثير للجدل، تم التصويت عليه لاحقًا من قبل الفيفا باعتباره أعظم هدف في تاريخ كأس العالم. لقد استلم الكرة في منتصف ملعبه، وركض أكثر من نصف طول الملعب بلمسة للكرة 11 مرة، وتخطى خمسة لاعبين إنجليز (بيتر بيردسلي، و ستيف هودج، و بيتر ريد، و تيري بوتشر، و تيري فينويك) قبل أن يراوغ حارس المرمى بيتر شيلتون ويسدد الكرة في الشباك. تم التصويت على هذا الهدف على أنه «هدف القرن» في استطلاع عام 2002 على الإنترنت أجراه الفيفا. أظهر استطلاع عام 2002 للقناة الرابعة في المملكة المتحدة أن أدائه احتل المرتبة السادسة في قائمة أعظم 100 لحظة رياضية.

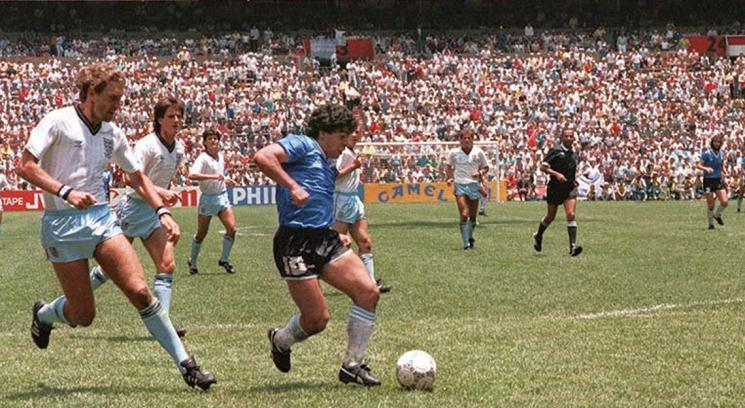
مارادونا قبل تسجيله «هدف القرن» ضد إنجلترا في المكسيك 1986

تبع ذلك مارادونا بهدفين آخرين في مباراة نصف النهائي ضد بلجيكا على ملعب أزتيكا. في المباراة النهائية، حاولت ألمانيا الغربية احتوائه من خلال المراقبة المزدوجة، لكنه مع ذلك وجد المساحة متجاوزًا لاعب ألمانيا الغربية لوتار ماتيوس ليمنح التمريرة الأخيرة لخورخي بوروتشاجا ليسجل هدف الفوز. فازت الأرجنتين على ألمانيا الغربية 3–2 أمام 115.000 متفرج على ملعب أزتيكا ورفع مارادونا كأس العالم كقائد.
خلال البطولة، مارادونا سدد أو صنع أكثر من نصف محاولات الأرجنتين، نجح في 90 مراوغة في البطولة –أكثر بثلاث مرات من أي لاعب آخر– وفشل في 53 مراوغة وهو رقمًا قياسيًا، ونجح بالتسبب بأخطاء على الخصوم أكثر من ضعف جميع لاعبين فريقه. مارادونا سجل وصنع 10 أهداف من أصل 14 هدفًا للأرجنتين (71٪)، بما في ذلك التمريرة الحاسمة لهدف الفوز في النهائي، مما ضمن له أنه سيُذكر كواحد من أعظم الأسماء في تاريخ كرة القدم. بحلول نهاية كأس العالم، فاز مارادونا بالكرة الذهبية كأفضل لاعب في البطولة بالتصويت بالإجماع وكان يُنظر إليه على نطاق واسع على أنه فاز بكأس العالم بمفرده تقريبًا، وهو الشيء الذي قال عنه لاحقًا أنه لا يتفق معه تمامًا. قال زين الدين زيدان، الذي كان يشاهد كأس العالم 1986 وهو يبلغ من العمر 14 عامًا، إن مارادونا «كان في مستوى آخر». تكريماً له، قامت سلطات ملعب أزتيكا ببناء تمثال له وهو يسجل«هدف القرن» ووضعه عند مدخل الملعب.
فيما يتعلق بأداء مارادونا في كأس العالم 1986 في المكسيك، في عام 2014، وصفه روجر بينيت من إي إس بي إن إف سي بأنه «أكثر أداء مبدع شهدته كأس العالم على الإطلاق»، بينما أطلق عليه كيفن باكستر من صحيفة لوس أنجلوس تايمز «واحد من أعظم الأداءات الفردية في تاريخ البطولة»، وستيفن جوف من صحيفة واشنطن بوست وصف أدائه بأنه «واحد من أفضل الأداءات في البطولات». في عام 2002، وصف راسل توماس من صحيفة الغارديان الهدف الثاني لمارادونا ضد إنجلترا في ربع نهائي كأس العالم 1986 بأنه «أعظم هدف فردي على الإطلاق». في مقال نشر عام 2009 لـ سي بي سي سبورت، وصف جون مولينارو الهدف بأنه «أعظم هدف على الإطلاق في البطولة – وربما، في تاريخ كرة القدم». في مقال نشر في 2018 لـ سبورتس نت، أضاف:«لم يسيطر أي لاعب آخر، ولا حتى بيليه في عام 1958 ولا باولو روسي في عام 1982، على بطولة واحدة كما فعل مارادونا في المكسيك.» ومضى يقول عن أداء مارادونا: «الفنان الأرجنتيني اللامع قدم كأس العالم الثانية لمنتخب بلاده بمفرده». وعن ثنائية لا تُنسى ضد إنجلترا في ربع النهائي، علق قائلاً: «نعم، كانت يد مارادونا وليست يد الله هي المسؤولة عن الهدف الأول ضد إنجلترا. ولكن بينما يظل هدف»يد الله«أحد أكثر اللحظات إثارة للجدل في تاريخ كأس العالم، لا جدال في أن هدفه الثاني ضد إنجلترا يعتبر أعظم هدف سجله في البطولة. لقد تجاوز مجرد الرياضة – هدفه كان فنًا خالصًا».

### كأس العالم 1990
وصل مارادونا مع منتخب بلاده أيضاً في كأس العالم عام 1990 إلى المباراة النهائية، إلا أن فريقه خسر أمام منتخب ألمانيا الغربية بنتيجة 1–0 في المباراة النهائية بضربة جزاء مشكوك بأمرها في الدقيقة 85. وكانت تمريرته في المباراة ضد البرازيل في الدور الثاني لزميله كلاوديو كانيجيا سببا لإقصاء البرازيل المرشحة لإحراز اللقب. أُصيب إصابة في الكاحل وأثّر على أدائه عموما، وكان مستواه أقل بكثير من البطولة الماضية.
في الدور ربع النهائي، واجهت الأرجنتين يوغوسلافيا، وانتهت المباراة 0–0 بعد 120 دقيقة، لتفوز بها الأرجنتين بضربات الترجيح، على الرغم من أن مارادونا أضاع مرة من تسديدة ضعيفة في وسط المرمى. ومجددا قابلت الأرجنتين الدولة المضيفة المنتخب الإيطالي في نصف النهائي وانتهت المباراة بفوز الأرجنتين بركلات الترجيح بعد التعادل 1–1، هذه المرة، مارادونا كان ناجحا، ووضع بكل جرأة الكرة في نفس المكان الذي أضاع بها ركلة الجزاء في الجولة السابقة. في النهائي، خسرت الأرجنتين 1–0 أمام ألمانيا الغربية، والهدف الوحيد كان من ركلة جزاء عن طريق أندرياس بريمه في الدقيقة 85 إثر خطأ مثير للجدل من المدافع الأرجنتيني ضد المهاجم الألماني رودي فولر.

### كأس العالم 1994
في كأس العالم 1994 في الولايات المتحدة، لعب مارادونا في مباراتين فقط (كلاهما على ملعب فوكسبورو بالقرب من بوسطن)، وسجل هدفًا واحدًا ضد اليونان، قبل إعادته إلى بلاده بعد ثبوت تعاطيه منشطات الايفيدرين. بعد تسجيله في مرمى اليونان، كان مارادونا يحتفل بأحد أهم احتفالات الأهداف في كأس العالم حيث ركض باتجاه إحدى الكاميرات الجانبية وهو يصرخ. تبين أن هذا كان آخر هدف دولي لمارادونا مع الأرجنتين. في المباراة الثانية، فاز 2–1 على نيجيريا والتي كانت آخر مباراة له مع الأرجنتين، صنع هدفي فريقه من الركلات الحرة.
في سيرته الذاتية، جادل مارادونا بأن نتيجة الاختبار كانت بسبب قيام مدربه الشخصي بإعطائه مشروب الطاقة Rip Fuel. كان ادعائه أن النسخة الأمريكية، على عكس النسخة الأرجنتينية، تحتوي على المادة الكيميائية وأن مدربه، بعد نفاد جرعته الأرجنتينية، اشترى دون قصد النسخة الأمريكية. طرده الفيفا من البطولة، وتم إقصاء الأرجنتين لاحقًا في دور الـ16 من قبل رومانيا في لوس أنجلوس. كما زعم مارادونا بشكل منفصل أنه كان لديه اتفاق مع الفيفا، والذي تراجعت عنه المنظمة، للسماح له باستخدام الدواء لفقدان الوزن قبل المنافسة حتى يتمكن من اللعب. كان إخفاقه في اختبار المخدرات في كأس العالم 1994 بمثابة إشارة إلى نهاية مسيرته الدولية، التي استمرت 17 عامًا وأسفرت عن 34 هدفًا من 91 مباراة، بما في ذلك بطل مرة واحدة ووصيف مرة واحدة.

## مسيرته التدريبية

### إدارته للأندية

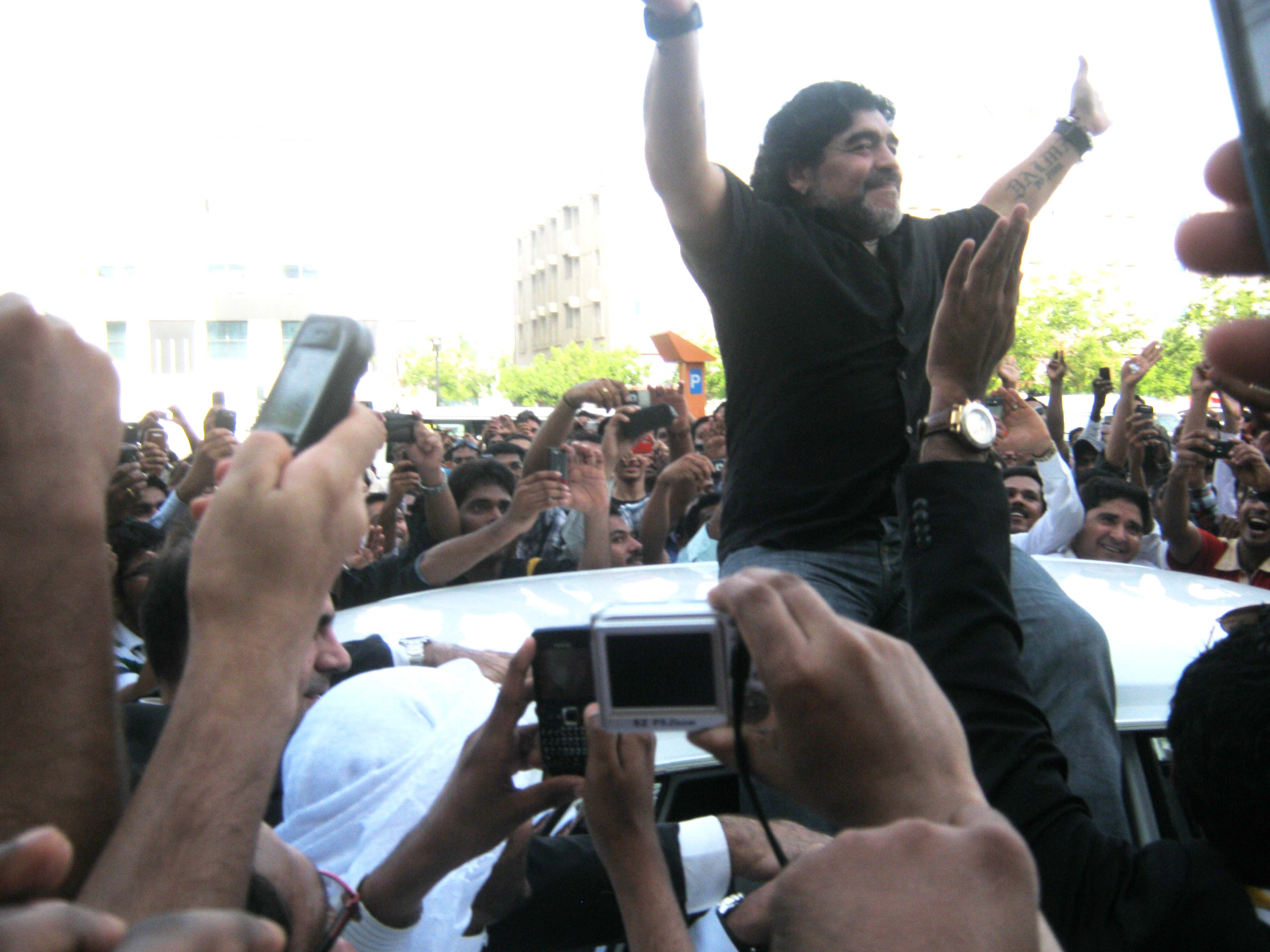
مارادونا في دبي الكرامة في الإمارات العربية المتحدة عام 2011 بعد تعيينه مديراً لنادي الوصل.

بدأ مارادونا مسيرته التدريبية إلى جانب زميله السابق في خط وسط في أرجنتينوس جونيورز كارلوس فرين. قاد الثنائي مانديتش من كورينتس في عام 1994 ونادي راسينغ في عام 1995، ولكن دون نجاح يذكر. في مايو 2011 أصبح مديرًا فنيًّا لنادي الوصل بدبي في الإمارات العربية المتحدة. أقيل مارادونا في 10 يوليو 2012. في أغسطس 2013، انتقل مارادونا ليصبح مدربًا عقليًا في نادي ديبورتيفو ريسترا الأرجنتيني. وغادر مارادونا هذا المنصب في عام 2017 ليصبح المدير الفني لنادي لفجيرة في دوري الدرجة الثانية الإماراتي، قبل أن يغادر في نهاية الموسم عندما فشل في التأهل إلى الدرجة الأولى. في سبتمبر 2018 تم تعيينه مديرًا لنادي دورادوس المكسيكي من الدرجة الثانية. شارك لأول مرة مع دورادوس في 17 سبتمبر 2018 بفوزه 4–1 على كافيتاليروس دي تاباتشولا. في 13 يونيو 2019، بعد أن فشل دورادوس في التأهل إلى الدوري المكسيكي الممتاز، أعلن محامي مارادونا أنه سيستقيل من منصبه، متذرعًا بأسباب صحية.
في 5 سبتمبر 2019، تم الإعلان عن مارادونا كمدرب جديد لنادي جيمناسيا لابلاتا، حيث وقع عقدًا حتى نهاية الموسم. بعد شهرين من توليه المنصب، غادر النادي في 19 نوفمبر. ومع ذلك، بعد يومين، عاد مارادونا إلى النادي كمدرب قائلاً «لقد حققنا أخيرًا الوحدة السياسية في النادي». أصر مارادونا على أن يظل جابرييل بيليجرينو رئيسًا للنادي إذا كان سيبقى مع جيمناسيا لابلاتا. ومع ذلك، لم يتضح بعد ما إذا كان بيليجرينو، الذي رفض الترشح لإعادة انتخابه، سيبقى في منصب رئيس النادي أو لا. كان من المقرر أصلاً إجراء الانتخابات في 23 نوفمبر / تشرين الثاني 2019، وتأخرت الانتخابات 15 يومًا. في 15 ديسمبر 2019، تمت إعادة انتخاب بيليجرينو، الذي سانده مارادونا على إعادة انتخابه، لولاية مدتها ثلاث سنوات. على الرغم من سجله السيئ خلال موسم 2019–20، جدد نادي جيمناسيا عقد مارادونا في 3 يونيو 2020 حتى موسم 2020–21.

### إدارته للمنتخبات

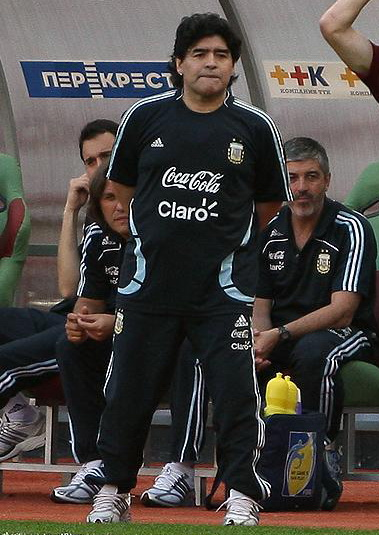
مارادونا مدربا للأرجنتين في 2009. ترك المنصب بعد كأس العالم 2010 في جنوب أفريقيا.

بعد استقالة ألفيو باسيلي مدربالمنتخب الأرجنتيني في عام 2008، تم اقتراح اسم مارادونا على الفور للمنصب الشاغر. وفقًا للعديد من المصادر الصحفية، كان من بين منافسيه الرئيسيين دييغو سيميوني، وكارلوس بيانكي، وميغيل أنخيل روسو، وسيرخيو باتيستا. في 29 أكتوبر 2008، أكد رئيس الاتحاد الأرجنتيني لكرة القدم خوليو غرندونا أن مارادونا سيكون المدير الفني للمنتخب الوطني. في 19 نوفمبر 2008، أدار مارادونا مباراة للأرجنتين لأول مرة عندما لعبوا ضد اسكتلندا على ملعب هامبدن بارك في غلاسكو، والتي فازت بها الأرجنتين 1–0.
بعد فوزه بمبارياته الثلاث الأولى مع المنتخب الوطني، أشرف على الهزيمة بنتيجة 6–1 أمام بوليفيا، وهو ما يعادل أسوأ فارق هزيمة للمنتخب في التاريخ. مع بقاء مباراتين في تصفيات كأس العالم 2010 احتلت الأرجنتين المركز الخامس وواجهت احتمال الفشل في التأهل، لكن الفوز في آخر مباراتين ضمن التأهل إلى النهائيات. بعد تأهل الأرجنتين، استخدم مارادونا لغة مسيئة في المؤتمر الصحفي المباشر بعد المباراة. رد الفيفا بفرض حظر عليه لمدة شهرين في جميع الأنشطة الكروية، والذي انتهى في 15 يناير 2010، وغرامة قدرها 25.000 فرنك سويسري، مع تحذير بشأن سلوكه المستقبلي. المباراة الودية التي كان من المقرر أن تقام على أرض منتخب جمهورية التشيك في 15 ديسمبر، خلال فترة الحظر، ألغيت. كانت المباراة الوحيدة التي خاضتها الأرجنتين خلال إيقاف مارادونا هي مباراة ودية خارج الأرض أمام كاتالونيا، حيث خسروا 4–2.
في نهائيات كأس العالم في يونيو 2010، بدأت الأرجنتين بالفوز 1–0 على نيجيريا، تليها فوز 4–1 على كوريا الجنوبية بفضل هاتريك غونزالو هيغواين. في المباراة الأخيرة من دور المجموعات، فازت الأرجنتين 2–0 على اليونان لتتصدر المجموعة وتتأهل إلى الدور الثاني، وتلتقي مع المكسيك. بعد هزيمة المكسيك 3–1، تعرضت الأرجنتين لهزيمة من ألمانيا 4–0 في الدور ربع النهائي لتخرج من البطولة. احتلت الأرجنتين المرتبة الخامسة في البطولة. بعد الهزيمة أمام ألمانيا، اعترف مارادونا بأنه كان يفكر في مستقبله كمدرب للأرجنتين، قائلاً: «قد أغادر غدًا.» في 15 يوليو 2010، قال الاتحاد الأرجنتيني لكرة القدم إنه سيُعرض عليه عقد جديدة لمدة أربع سنوات سيبقيه في مع المنتخب حتى صيف 2014 عندما تستضيف البرازيل كأس العالم. في 27 يوليو، أعلن الاتحاد الأرجنتيني لكرة القدم أن مجلس إدارته قرر بالإجماع عدم تجديد عقد مارادونا، بخلاف قائد الفريق الفائز بكأس العالم 1978 وزميله في الفريق عام 1986، دانييل باساريلا. بعد ذلك، في 29 يوليو، ادعى مارادونا أن رئيس الاتحاد الأرجنتيني لكرة القدم خوليو غرندونا ومدير المنتخبات الوطنية كارلوس بيلاردو قد «كذبا عليه» و «خاناه» وأقالاه فعليًا من منصبه. قال: «أرادوا مني أن أستمر، لكن سبعة من طاقمي لا يجب أن يستمروا، إذا قال لي ذلك، فهذا يعني أنه لا يريدني أن أستمر في العمل».

## حياته الشخصية

### العائلة

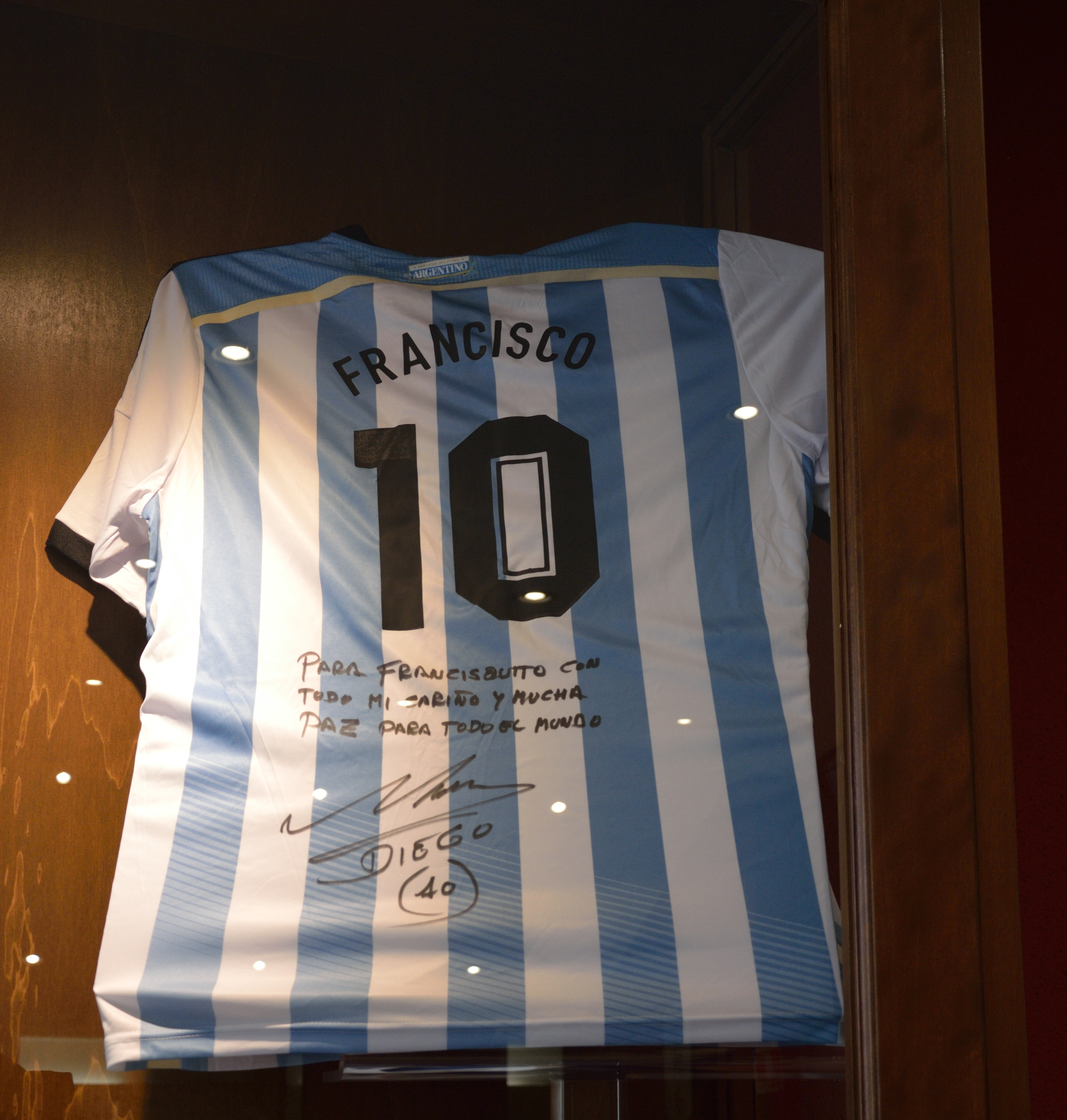
بعد عودته إلى إيمانه الكاثوليكي، تبرع مارادونا بقميص الأرجنتين الموقّع إلى البابا فرنسيس، وتم الاحتفاظ به في أحد متاحف الفاتيكان.

ولد دييغو لعائلة كاثوليكية رومانية والده «دييغو مارادونا سينيور»، ووالدته «دالما سلفادورا فرانكو». تزوج دييغو مارادونا من خطيبته كلوديا فيلافيني في 7 نوفمبر 1984 في بوينس آيرس وأنجبا ابنتان وهما دلما نيريا (ولدت في 2 أبريل 1987) وجيانينا دينوراه (ولدت في 16 مايو 1989)، وبعد ذلك أصبح مارادونا جد في عام 2009.
مارادونا وفيلافيني تطلقا في عام 2004، وصرحت إبنته دالما آنذاك بأن الطلاق كان الحل الأفضل للجميع. وكانت علاقة مارادونا وطليقته علاقة ودية، حيثُ سافرا معًا إلى نابولي لحضور سلسلة من التكريمات في يونيو 2005 وشوهدا معًا في مناسبات أخرى، بما في ذلك مباريات الأرجنتين خلال كأس العالم 2006.
خلال إجراءات الطلاق، اعترف مارادونا لأول مرة بأنهُ هو والد دييغو سيناغرا (ولد في نابولي في 20 أيلول/سبتمبر 1986). وكانت المحاكم الإيطالية قد حكمت بذلك بالفعل في عام 1993 بعد أن رفض مارادونا الخضوع لاختبارات الحمض النووي لإثبات أو دحض أبوته. والتقى دييغو سيناغرا والده مارادونا لأول مرة في آيار/مايو 2003 بعد أن ذهب إلى ملعب للجولف في إيطاليا حيثُ كان مارادونا هُناك. سيناغرا هو الآن لاعب كرة قدم يلعب في إيطاليا. أما طليقته كلوديا بدأت في العمل كمنتجه مسرحية، وإبنته دالما كانت تطمح لمُمارسة مهنة التمثيل، وأعربت عن رغبتها لحضور إستوديو المُمثل في لوس أنجلوس.
كانت علاقة مارادونا مع عائلته علاقة وثيقة، في مقابلة عام 1990 أجراها مع مجلة سبورتس إليسترايتد أظهر دييغو فواتير هاتفه حيثُ أنفق ما لا يقل عن 15.000 ألف دولار أمريكي شهريًا على الاتصال بوالديه وإخوته. في 19 نوفمبر 2011، تُوفيت والدته «دلما» عن عمر ناهز 81 عامًا، كان دييغو في دبي في ذلك الوقت وحاول العودة لرؤيتها لكن لم يستطع. وتوفي والده «سينيور» في 25 يونيو 2015 عن عمر ناهز 87 عامًا.
ويُذكر بأن ابن شقيقه هيرنان لوبيز هو لاعب كرة قدم يلعب في الأرجنتين.

### تعاطي المخدرات وحالته الصحية
من منتصف الثمانينات حتى عام 2004، كان مارادونا مُدمنًا على الكوكايين. ويُزعم بأنهُ بدأ في استخدام المخدرات في برشلونة في عام 1983. في الوقت الذي كان يلعب فيه مع نادي نابولي، كان يعاني من إدمان منتظم، والذي بدأ يؤثر في قدرته على لعب كرة القدم.
كان مارادونا يُعاني من السمنة، حيثُ كان يزن 130 كجم(280 رطلاً). كان بدينًا مُنذ نهاية مسيرته الكروية حتى خضوعه لعملية جراحية في المجازة المعدية في عيادة في قرطاجنة بكولومبيا في 6 مارس/آذار 2005. وقال جراحه «إن مارادونا سيتبع نظامًا غذائيًا سائلًا لمدة ثلاثة أشهر من أجل استعادة وزنه الطبيعي.» وبعد ذلك بوقت قصير، ظهر مارادونا في الإعلام مُجددًا وظهر بشكل أنحف من السابق بشكل ملحوظ.
وفي 29 مارس/آذار 2007، أُعيد مارادونا إلى مستشفى في بوينس آيرس. وعولج من التهاب الكبد وآثار تعاطي الكحول، وخرج من المستشفى في 11 أبريل/نيسان، ولكن أُعيد إدخاله بعد يومين. في الأيام التالية، كانت هُناك شائعات مُستمرة حول صحته، بما في ذلك ثلاثة إشاعات كاذبة بوفاته في غضون شهر. وبعد نقله إلى عيادة نفسية مُتخصصة في المشاكل المتعلقة بالكحول، خرج في 7 مايو. في 8 مايو 2007، ظهر مارادونا على التلفزيون الأرجنتيني وذكر بأنهُ قد ترك الشرب وأنهُ لم يتعاطى المخدرات مُنذ عامين ونصف. في يناير 2019، خضع مارادونا لعملية جراحية بعد أن تسبب فتق في نزيف داخلي في معدته.

### المشاكل المالية
في مارس 2009، أعلن مسؤولون إيطاليون بأن مارادونا لا يزال مُدينًا للحكومة الإيطالية بمبلغ 37 مليون يورو من الضرائب المحلية، منها 23.5 مليون يورو كانت فوائد مستحقة على ديونه الأصلية. وأفادوا بأن مارادونا لم يدفع حتى الآن سوى 42،000 ألف يورو وساعتين فاخرتين ومجموعة من الأقراط.
في يناير 2024 برأت المحكمة العليا الإيطالية أسطورة كرة القدم الأرجنتينية الراحل دييغو مارادونا من تهم التهرب الضريبي لتنهي بذلك معركة قانونية استمرت 30 عاما بين مهاجم نابولي السابق وسلطات الضرائب.

### وفاته
في 2 نوفمبر/تشرين الثاني 2020، أُدخل مارادونا المستشفى في لابلاتا لأسباب نفسية على ما يبدو. وقال مُمثل مارادونا بأن حالته ليست خطيرة. وبعد ذلك بيوم خضع لعملية جراحية طارئة في الدماغ لعلاج ورم دموي تحت الجافية. خرج من المُستشفى في 12 نوفمبر بعد عملية جراحية ناجحة. في 25 نوفمبر 2020، تُوفي مارادونا عن عمر يناهز 60 عامًا بنوبة قلبية في منزله في بمدينة تيغري في بوينس آيرس. وفي بيان على مواقع التواصل الاجتماعي، غرد الاتحاد الأرجنتيني لكرة القدم وقال «نُعرب عن حزننا العميق لوفاة أسطورتنا» وأضافوا بأنهُ «سيظل دائمًا في قلوبنا.» أعلن الرئيس الأرجنتيني ألبرتو فرنانديز الحداد الوطني لمدة ثلاثة أيام في البلاد.

## الإحصائيات
لعب مارادونا 694 مباراة وأحرز 354 هدفًا مع النادي والمنتخب معًا، بمعدل تهديفي بلغ 0.51.

### النادي
| النادي            | الموسم   | الدوري            | الدوري | الدوري  | الكأس  | الكأس   | قاري   | قاري    | أخرى   | أخرى    | المجموع | المجموع |
| النادي            | الموسم   | الدرجة            | الظهور | الأهداف | الظهور | الأهداف | الظهور | الأهداف | الظهور | الأهداف | الظهور  | الأهداف |
| ----------------- | -------- | ----------------- | ------ | ------- | ------ | ------- | ------ | ------- | ------ | ------- | ------- | ------- |
| أرجنتينوس جونيورز | 1976     | الدوري الأرجنتيني | 11     | 2       | –      | –       | –      | –       | –      | –       | 11      | 2       |
| أرجنتينوس جونيورز | 1977     | الدوري الأرجنتيني | 49     | 19      | –      | –       | –      | –       | –      | –       | 49      | 19      |
| أرجنتينوس جونيورز | 1978     | الدوري الأرجنتيني | 35     | 26      | –      | –       | –      | –       | –      | –       | 35      | 26      |
| أرجنتينوس جونيورز | 1979     | الدوري الأرجنتيني | 26     | 26      | –      | –       | –      | –       | –      | –       | 26      | 26      |
| أرجنتينوس جونيورز | 1980     | الدوري الأرجنتيني | 45     | 43      | –      | –       | –      | –       | –      | –       | 45      | 43      |
| أرجنتينوس جونيورز | المجموع  | المجموع           | 166    | 116     | –      | –       | –      | –       | –      | –       | 166     | 116     |
| بوكا جونيورز      | 1981     | الدوري الأرجنتيني | 40     | 28      | –      | –       | –      | –       | –      | –       | 40      | 28      |
| برشلونة           | 1982–83  | الدوري الإسباني   | 20     | 11      | 5      | 3       | 4      | 5       | 6      | 4       | 35      | 23      |
| برشلونة           | 1983–84  | الدوري الإسباني   | 16     | 11      | 4      | 1       | 3      | 3       | –      | –       | 23      | 15      |
| برشلونة           | المجموع  | المجموع           | 36     | 22      | 9      | 4       | 7      | 8       | 6      | 4       | 58      | 38      |
| نابولي            | 1984–85  | الدوري الإيطالي   | 30     | 14      | 6      | 3       | –      | –       | –      | –       | 36      | 17      |
| نابولي            | 1985–86  | الدوري الإيطالي   | 29     | 11      | 2      | 2       | –      | –       | –      | –       | 31      | 13      |
| نابولي            | 1986–87  | الدوري الإيطالي   | 29     | 10      | 10     | 7       | 2      | 0       | –      | –       | 41      | 17      |
| نابولي            | 1987–88  | الدوري الإيطالي   | 28     | 15      | 9      | 6       | 2      | 0       | –      | –       | 39      | 21      |
| نابولي            | 1988–89  | الدوري الإيطالي   | 26     | 9       | 12     | 7       | 12     | 3       | –      | –       | 50      | 19      |
| نابولي            | 1989–90  | الدوري الإيطالي   | 28     | 16      | 3      | 2       | 5      | 0       | –      | –       | 36      | 18      |
| نابولي            | 1990–91  | الدوري الإيطالي   | 18     | 6       | 3      | 2       | 4      | 2       | 1      | 0       | 26      | 10      |
| نابولي            | المجموع  | المجموع           | 188    | 81      | 45     | 29      | 25     | 5       | 1      | 0       | 259     | 115     |
| إشبيلية           | 1992–93  | الدوري الإسباني   | 26     | 5       | 3      | 3       | –      | –       | –      | –       | 29      | 8       |
| نيولز أولد بويز   | 1993–94  | الدوري الأرجنتيني | 5      | 0       | –      | –       | –      | –       | –      | –       | 5       | 0       |
| بوكا جونيورز      | 1995–96  | الدوري الأرجنتيني | 24     | 5       | –      | –       | –      | –       | –      | –       | 24      | 5       |
| بوكا جونيورز      | 1996–97  | الدوري الأرجنتيني | 1      | 0       | –      | –       | –      | –       | 1      | 0       | 2       | 0       |
| بوكا جونيورز      | 1997–98  | الدوري الأرجنتيني | 5      | 2       | –      | –       | –      | –       | –      | –       | 5       | 2       |
| بوكا جونيورز      | المجموع  | المجموع           | 70     | 35      | –      | –       | –      | –       | 1      | 0       | 71      | 35      |
| الإجمالي          | الإجمالي | الإجمالي          | 491    | 259     | 57     | 36      | 32     | 13      | 8      | 4       | 588     | 312     |

الملاحظات
1. ↑  المباريات في كأس ملك إسبانيا 1982–83
2. ↑  المباريات في كأس الكؤوس الأوروبية 1982–83
3. ↑  المباريات في كأس الدوري الإسباني 1983
4. ↑  المباريات في كأس ملك إسبانيا 1983–84
5. ↑  المباريات في كأس الكؤوس الأوروبية 1983–84
6. ↑  المباريات في كأس إيطاليا 1984–85
7. ↑  المباريات في كأس إيطاليا 1985–86
8. ↑  المباريات في كأس إيطاليا 1986–87
9. ↑  المباريات في كأس الاتحاد الأوروبي 1986–87
10. ↑  المباريات في كأس إيطاليا 1987–88
11. ↑  المباريات في كأس أوروبا 1987–88
12. ↑  المباريات في كأس إيطاليا 1988–89
13. ↑  المباريات في كأس الاتحاد الأوروبي 1988–89
14. ↑  المباريات في كأس إيطاليا 1989–90
15. ↑  المباريات في كأس الاتحاد الأوروبي 1989–90
16. ↑  المباريات في كأس إيطاليا 1990–91
17. ↑  المباريات في كأس أوروبا 1990–91
18. ↑  المباريات في كأس السوبر الإيطالي 1990
19. ↑  المباريات في كأس ملك إسبانيا 1992–93
20. ↑  المباريات في كأس السوبر لليبرتادوريس

### المنتخب
| المنتخب              | العام    | الرسمية | الرسمية | الودية | الودية  | المجموع | المجموع |
| المنتخب              | العام    | الظهور  | الأهداف | الظهور | الأهداف | الظهور  | الأهداف |
| -------------------- | -------- | ------- | ------- | ------ | ------- | ------- | ------- |
| الأرجنتين تحت 20 سنة | 1977     | 3       | 0       | –      | –       | 3       | 0       |
| الأرجنتين تحت 20 سنة | 1978     | –       | –       | –      | –       | –       | –       |
| الأرجنتين تحت 20 سنة | 1979     | 11      | 7       | 1      | 1       | 12      | 8       |
| الأرجنتين تحت 20 سنة | المجموع  | 14      | 7       | 1      | 1       | 15      | 8       |
| الأرجنتين            | 1977     | –       | –       | 3      | 0       | 3       | 0       |
| الأرجنتين            | 1978     | –       | –       | 1      | 0       | 1       | 0       |
| الأرجنتين            | 1979     | 2       | 1       | 6      | 2       | 8       | 3       |
| الأرجنتين            | 1980     | –       | –       | 10     | 7       | 10      | 7       |
| الأرجنتين            | 1981     | 2       | 1       | –      | –       | 2       | 1       |
| الأرجنتين            | 1982     | 5       | 2       | 5      | 0       | 10      | 2       |
| الأرجنتين            | 1983     | –       | –       | –      | –       | –       | –       |
| الأرجنتين            | 1984     | –       | –       | –      | –       | –       | –       |
| الأرجنتين            | 1985     | 6       | 3       | 4      | 3       | 10      | 6       |
| الأرجنتين            | 1986     | 7       | 5       | 3      | 2       | 10      | 7       |
| الأرجنتين            | 1987     | 4       | 3       | 2      | 1       | 6       | 4       |
| الأرجنتين            | 1988     | 2       | 1       | 1      | 0       | 3       | 1       |
| الأرجنتين            | 1989     | 6       | 0       | 1      | 0       | 7       | 0       |
| الأرجنتين            | 1990     | 7       | 0       | 3      | 1       | 10      | 1       |
| الأرجنتين            | 1991     | –       | –       | –      | –       | –       | –       |
| الأرجنتين            | 1992     | –       | –       | –      | –       | –       | –       |
| الأرجنتين            | 1993     | 3       | 0       | 1      | 0       | 4       | 0       |
| الأرجنتين            | 1994     | 2       | 1       | 5      | 1       | 7       | 2       |
| الأرجنتين            | المجموع  | 46      | 17      | 45     | 17      | 91      | 34      |
| الإجمالي             | الإجمالي | 60      | 24      | 46     | 18      | 106     | 42      |

الملاحظات
1. ↑  المباريات في بطولة أمريكا الجنوبية تحت 20 سنة 1977
2. ↑  خمس مباريات وهذف واحد في بطولة أمريكا الجنوبية تحت 20 سنة 1979، ست مباريات وستة أهداف في بطولة العالم للشباب 1979
3. ↑  المباريات في كوبا أمريكا 1979
4. ↑  المباريات في كأس العالم المصغرة
5. ↑  المباريات في كأس العالم 1982
6. ↑  المباريات في تصفيات كأس العالم 1986
7. ↑  المباريات في كأس العالم 1986
8. ↑  المباريات في كوبا أمريكا 1987
9. ↑  المباريات في بطولة الأمم الأربع
10. ↑  المباريات في كوبا أمريكا 1989
11. ↑  المباريات في كأس العالم 1990
12. ↑  مباراة واحدة في كأس أرتيميو فرانشي، مباراتين تصفيات كأس العالم 1994
13. ↑  المباريات في كأس العالم 1994

## الإنجازات

### النادي
بوكا جونيورز
- دوري الدرجة الأولى الأرجنتيني: 1981

 برشلونة
- كأس ملك إسبانيا: 1983
- كأس الدوري الإسباني: 1983
- كأس السوبر الإسباني: 1983

 نابولي
- الدوري الإيطالي: 1986–87، 1989–90
- كأس إيطاليا: 1986–87
- الدوري الأوروبي: 1988–89
- كأس السوبر الإيطالي: 1990

### المنتخب
الأرجنتين للشباب
- كأس العالم تحت 20 سنة: 1979

 الأرجنتين
- كأس العالم: 1986
- كأس أرتيمو فرانكي: 1993

### الفردية

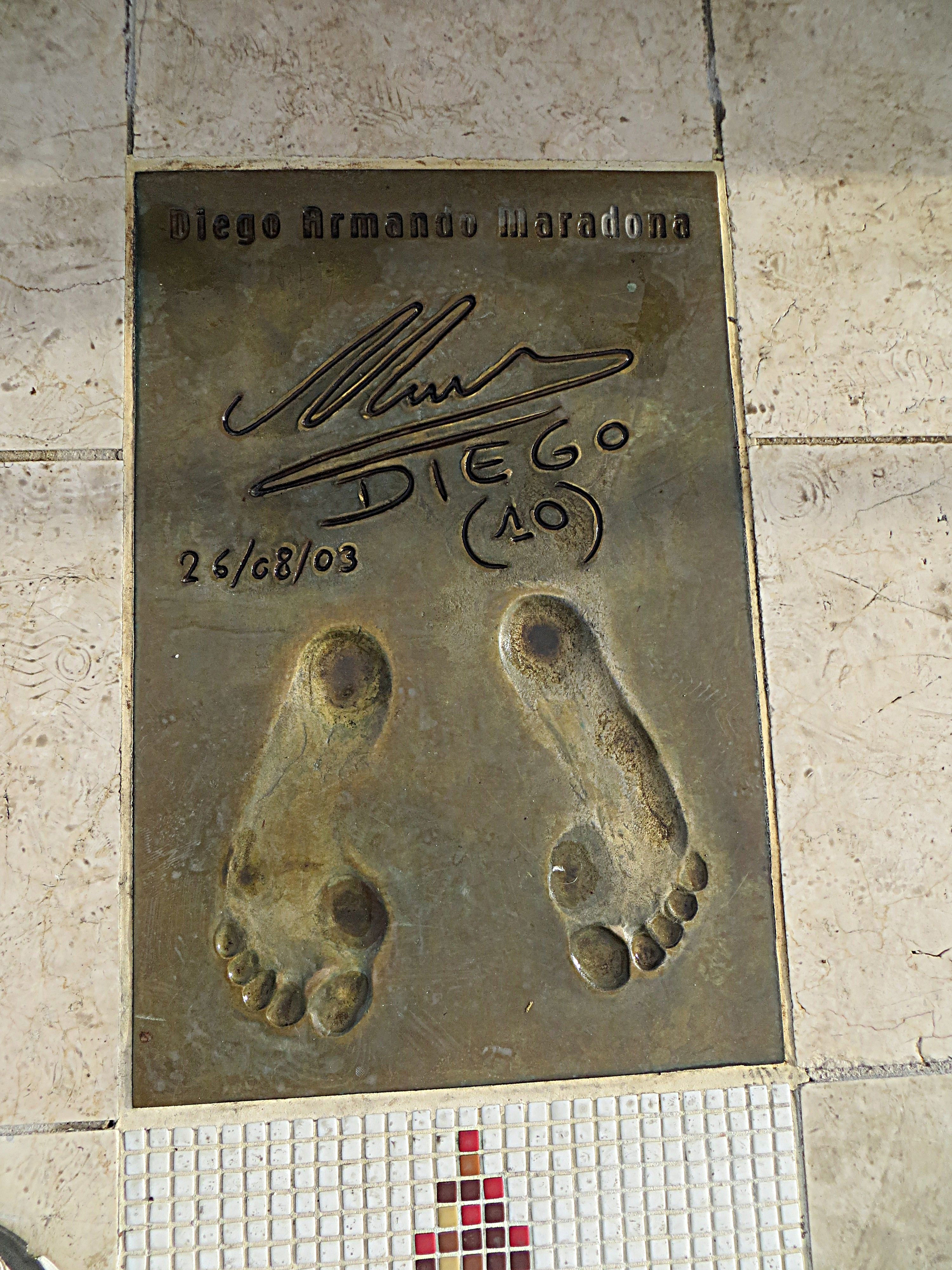
جائزة القدم الذهبية لمارادونا في «منتزه الأبطال» على الواجهة البحرية لإمارة موناكو

- هداف الدوري الأرجنتيني: 1978، 1979، 1980[167]
- الكرة الذهبية في كأس العالم تحت 20 سنة: 1979[168]
- الحذاء الفضي في كأس العالم تحت 20 سنة: 1979[168]
- لاعب العام في الأرجنتين: 1979، 1980، 1981، 1986[169]
- جائزة أفضل لاعب في أمريكا الجنوبية: (جائزة رسمية) 1979، 1980[167]
- أوليمبيا دي أورو: 1979، 1986[170]
- غيران دورو (لاعب العام في الدوري الإيطالي): 1985[171]
- الكرة الذهبية في كأس العالم: 1986[167]
- الحذاء الفضي في كأس العالم: 1986
- أكثر من مرر تمريرات حاسمة في كأس العالم: 1986[172]
- فريق كل النجوم في كأس العالم: 1986، 1990
- جائزة أونز الذهبية: 1986، 1987[173]
- بطل فريق الأبطال من صحيفة ليكيب: 1986
- جائزة يونايتد برس الدولية لرياضي العام: 1986
- لاعب العام من مجلة وورلد سوكر: 1986
- كابوكانونيري (هداف الدوري الإيطالي): 1987–88[167]
- هداف كأس إيطاليا: 1987–88
- الكرة البرونزية في كأس العالم: 1990[167]
- فريق الفيفا لكأس العالم: 1994[174]
- فريق أمريكا الجنوبية لهذا العام: 1995[175]
- جائزة الكرة الذهبية لخدماته في كرة القدم (فرانس فوتبول): 1995[176]
- فريق العالم في القرن العشرين: 1998[167]
- أعظم لاعبي القرن العشرين من مجلة وورلد سوكر: (المركز الثاني 2) 1999[177]
- رياضي القرن من كتاب الرياضة الأرجنتيني: 1999
- أسطورة ماركا: 1999[178]
- علق نادي نابولي رقم 10 بعد اعتزال مارادونا، تقديراً لمساهمته في النادي: 2000[179]
- جائزة لاعب القرن للفيفا: 2000[167]
- هدف القرن (لهدفه الثاني ضد إنجلترا في ربع نهائي كأس العالم 1986): 2002[167]
- فريق الأحلام في بطولة كأس العالم: 2002[180]
- جائزة القدم الذهبية: 2003، كأسطورة كرة القدم[181]
- أعظم 100 لاعب على قيد الحياة: 2004[167]
- الاعتراف بإنجاز العمر من مجلس الشيوخ الأرجنتيني: 2005
- أعظم لاعبي كرة القدم في تاريخ كأس العالم: المركز الأول من مجلة التايم، 2010[182]
- أفضل رياضي في التاريخ: المركز الأول، من كورييري ديلو سبورت – ملعب، 2012[183]
- جائزة جلوب سوكر للمسيرة المهنية: 2012[184]
- أعظم تشكيلة في التاريخ من مجلة وورلد سوكر: 2013[185]
- أعظم لاعبي كرة القدم على الإطلاق: المركز الأول من قبل مجلة فور فور تو، 2017[186]
- أعظم لاعبي كرة القدم في تاريخ كأس العالم: المركز الأول، من مجلة فور فور تو، 2018[187]
- هداف نابولي التاريخي (1991–2017)[40][188]
- قاعة مشاهير كرة القدم الإيطالية: 2014[189]
- فريق التاريخ من اتحاد الأرجنتين لكرة القدم: 2015[190]
- أفضل 50 لاعب كرة قدم من أمريكا الجنوبية في التاريخ من صحيفة ليكيب: #2[191]
- أساطير الاتحاد الدولي لتاريخ وإحصاءات كرة القدم[192]

## وصلات خارجية
- دييغو مارادونا على موقع IMDb (الإنجليزية)
- دييغو مارادونا على موقع ميتاكريتيك (الإنجليزية)
- دييغو مارادونا على موقع الموسوعة البريطانية (الإنجليزية)
- دييغو مارادونا على موقع روتن توميتوز (الإنجليزية)
- دييغو مارادونا على موقع ألو سيني (الفرنسية)
- دييغو مارادونا على موقع ميوزك برينز (الإنجليزية)
- دييغو مارادونا على موقع أول موفي (الإنجليزية)
- دييغو مارادونا على موقع قاعدة بيانات الأفلام السويدية (السويدية)
- دييغو مارادونا على موقع إن إن دي بي (الإنجليزية)
- دييغو مارادونا على موقع ديسكوغز (الإنجليزية)
- دييغو مارادونا على موقع الاتحاد الدولي (مؤرشف)  (الإنجليزية)
- دييغو مارادونا على موقع الاتحاد الأوربي (الإنجليزية)
- دييغو مارادونا على موقع قاعدة بيانات كرة القدم.إي يو (الإنجليزية)
- دييغو مارادونا على موقع ليكيب (الفرنسية)
- دييغو مارادونا على موقع ناشيونال فوتبول تيمز (الإنجليزية)
- دييغو مارادونا على موقع Soccerbase.com (لاعب) (الإنجليزية)
- دييغو مارادونا على موقع Soccerbase.com (مدرب) (الإنجليزية)
- دييغو مارادونا على موقع Soccerway.com (الإنجليزية)
- دييغو مارادونا على موقع عالم كرة القدم.نت (الإنجليزية)
- دييغو مارادونا على موقع كووورة
- الموقع الرسمي
- دييغو مارادونا على موسوعة بريتانيكا